# 쓰루미선
쓰루미선(일본어: 鶴見線, つるみせん)은 일본의 철도 노선 중 하나이다. 동일본 여객철도가 운영하고 있다.
도카이도 선, 게이힌토호쿠 선과 환승할 수 있는, 요코하마시의 쓰루미역을 기점으로 하여 요코하마와 가와사키의 게이힌 공업 지대를 연결하는 노선으로, 이 지역에 있는 공장들의 철도 통근 수요를 책임지고 있다. 한편, 일본화물철도과 화물 철도를 영업하고 있다. 노선색은 노란색 (■)으로, 차체의 색과 여객 안내 등에 쓰이고 있다.
쓰루미 역에서 오기마치역을 잇는 구간이 본선이며, 중간의 아사노역에서 우미시바우라역 쪽으로 나가는 "시바우라 지선" (芝浦支線)이, 안젠역에서 오카와역 쪽으로 나가는 "오카와 지선" (大川支線)이 있다. 모든 구간에서 스이카 및 제휴 교통카드의 사용이 가능하다.

## 노선 정보
- 노선 거리: 9.7 km
  - 본선 : 쓰루미 ~ 오기마치: 7.0 km
  - 우미시바우라 지선 : 아사노 ~ 우미시바우라: 1.7 km
  - 오카와 지선 : 무사시시라이시 ~ 오카와: 1.0 km[1]
  - 쓰루미카와구치 지선 : 쓰루미오노 ~ 쓰루미카와구치: 2.4 km(1982년 폐지)
  - 석유 지선 : 안젠 ~ 하마안젠: 1.1 km(1986년 폐지)
- 궤간: 1,067mm(협궤)
- 역 수: 13
- 복선 구간: 쓰루미 ~ 하마카와사키, 아사노 ~ 신시바우라
- 단선 구간: 하마카와사키 ~ 오기마치, 무사시시라이시 ~ 오카와, 신시바우라 ~ 우미시바우라
- 전철화 구간: 전 구간 직류 1,500 볼트
- 보안 장치: ATS

## 운행 형태
전 열차가 각역정차 형태로 운행하고 있으며, 행선지는 다르지만 항상 시발역은 쓰루미역이다. 공장 지대로 통근하는 사람들을 위해 시각표는 아침과 저녁의 출퇴근 시간대를 중심으로 짜여져 있으며, 따라서 낮 시간대에는 열차가 잘 다니지 않는다. 통근 시간대에는 쓰루미 역과 아사노 역 사이에서 5분에서 10분 간격으로, 아사노 역에서 오기마치 역과 우미시바우라 역 사이에서는 10분에서 20분 간격으로 열차가 다니고 있다. 한편 낮 시간대에는 평일에는 20분 간격, 주말과 공휴일에는 30분 간격으로 열차가 다니고 있다. 한편 오카와 지선의 오카와역으로 가는 열차들은 낮 시간대에는 아예 운행을 하지 않고 있다. 때문에 승차 전에 쓰루미 역에서 시각표를 확인해야 하며, 쓰루미 선 구간을 함께 탈 수 있는 자유 승차권 등에는 쓰루미 선의 열차들은 낮 시간대와 주말, 공휴일에는 드물게 운행함을 표시하고 있다.
또, 공장에서 화학 약품이나 석유 제품을 수송하기 위해 일본화물철도가 오기마치역에서 화학 약품을 수송하는 열차와, 안젠역의 석유 제품을 주일 미군 요코타 기지로 보내는 열차를 운행하고 있다.
한편, 우미시바우라 지선은 정기 열차 운행을 하고 있지 않지만, 도시바 게이힌 공장이 있는 신시바우라 역에서 특대화물 열차가 출발하기도 한다.

## 차량
- 일본국유철도 205계 전동차의 개조 차량들이 운행되고 있다. 이 열차들은 난부 선 열차들과 함께 나카하라 전차구에서 관리하고 있다.

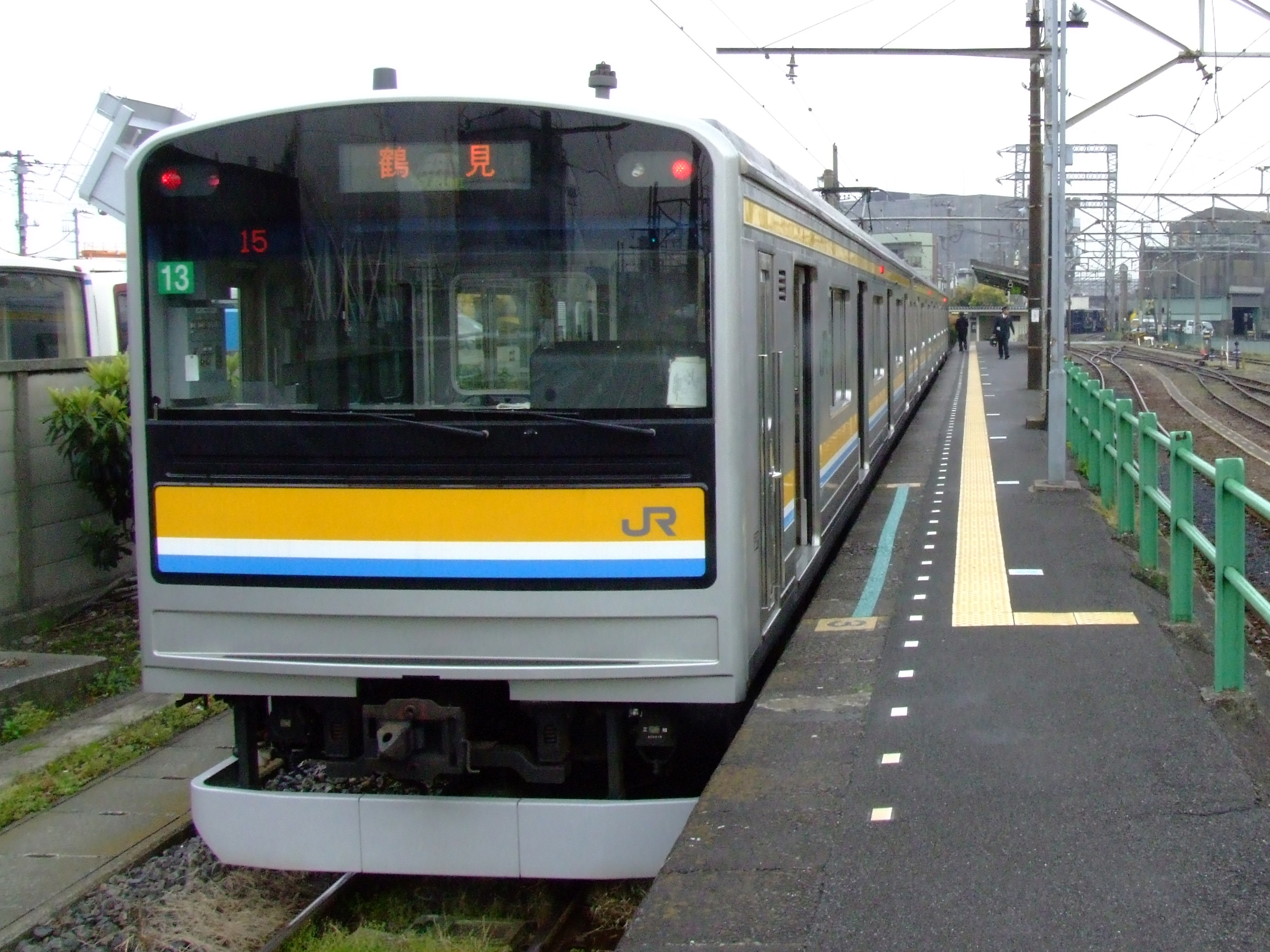
쓰루미 선의 205계 모습

## 역사
쓰루미 선의 시작은 1926년 3월 10일에 쓰루미 임항 철도가 개통한 하마카와사키 역과 벤텐바시 역, 그리고 중간의 오카와 분기점과 오카와 역을 잇는 화물 철도선이었다. 그 후 1930년 10월 28일에 전철화되었으며, 1932년 6월 10일에 도시바의 임시 전용화물선을 인수했다. 그 후 여러 역들이 새로이 개업했다가 문을 닫는 일이 이어지다 1943년에 국유화되어 일본국유철도의 소속이 되었다. 이후 화물 영업의 비중이 점차 줄어들었으며, 1987년 4월 1일 민영화에 따라 동일본 여객철도의 소속이 되어 지금에 이르고 있다.
한편 쓰루미 선은 1920년대 후반에 만들어져 1950년대 후반에 개조된 쿠모하 12형 전동차가 수도권에서 마지막으로 운행한 노선이었다. 이 전동차는 1996년을 끝으로 없어졌다.

## 역 목록
쓰루미 임항 철도가 운행을 시작할 무렵의 쓰루미 일대는 간척지였으며, 별다른 지명도 존재하지 않았다. 때문에 쓰루미 선의 역들 대부분은 토지 소유자나 사업가, 주변의 공장 등에서 이름을 따 왔다. 쓰루미오노 역은 역 주변 지역의 지주였던 "오노" 노부유키, 아사노 역은 아사노 재벌의 창립자이자 쓰루미 임항 철도를 세운 이인 "쓰루미" 소이치로, 안젠 (安善) 역은 야스다 재벌의 야스다 요시지로(安田善次郎, 무사시시라이시 역은 JFE 스틸의 전신인 니혼 강관 (鋼管)의 "시라이시" 모토지로, 오카와 역은 당대의 유명한 제지상이었던 "오카와" 헤이자부로의 이름을 딴 것이다. 한편, 오기마치 역의 이름은 아사노 가문의 문장이었던 부채의 한자 표기인 "扇)" (부채 선)에서 딴 것이다. 이 밖에, 고쿠도 역은 역 근처를 지나가는 국도 제15호선(国道15号 "고쿠도" 주고고[*])에서, 쇼와 역은 역 근처의 "쇼와" 전공 오기마치 공장에서, 신시바우라 역과 우미시바우라 역은 도시바의 옛 이름인 시바우라 제작소에서 딴 것이다.
| 역 이름        | 일본어 이름 | 거리 (km) | 오 | 카 | 시                    | 접속 노선                       | 소재지     | 소재지              | 소재지 |
| -------------- | ----------- | --------- | -- | -- | --------------------- | ------------------------------- | ---------- | ------------------- | ------ |
| 쓰루미         | 鶴見        | 0.0       | ●  | ●  | ●                     | 게이힌 도호쿠 선(도카이도 본선) | 가나가와현 | 요코하마시 쓰루미구 |        |
| 혼잔           | 本山        | 0.5       | ｜ | ｜ | ｜                    |                                 | 가나가와현 | 요코하마시 쓰루미구 |        |
| 고쿠도         | 国道        | 0.9       | ●  | ●  | ●                     |                                 | 가나가와현 | 요코하마시 쓰루미구 |        |
| 쓰루미오노     | 鶴見小野    | 1.5       | ●  | ●  | ●                     |                                 | 가나가와현 | 요코하마시 쓰루미구 |        |
| 벤텐바시       | 弁天橋      | 2.4       | ●  | ●  | ●                     |                                 | 가나가와현 | 요코하마시 쓰루미구 |        |
| 아사노         | 浅野        | 3.0       | ●  | ●  | ●                     |                                 | 가나가와현 | 요코하마시 쓰루미구 |        |
| 신시바우라     | 新芝浦      | 3.9       | ∥  | ∥  | ●                     |                                 | 가나가와현 | 요코하마시 쓰루미구 |        |
| 우미시바우라   | 海芝浦      | 4.7       | ∥  | ∥  | ●                     |                                 | 가나가와현 | 요코하마시 쓰루미구 |        |
| 안젠           | 安善        | 3.5       | ●  | ●  |                       |                                 | 가나가와현 | 요코하마시 쓰루미구 |        |
| 무사시시라이시 | 武蔵白石    | 4.1       | ●  | ｜ | 가와사키시 가와사키구 |                                 | 가나가와현 |                     |        |
| 오카와         | 大川        | 5.1       | ∥  | ●  | 가와사키시 가와사키구 |                                 | 가나가와현 |                     |        |
| 하마카와사키   | 浜川崎      | 5.7       | ●  |    | 가와사키시 가와사키구 | 난부 선(난부 지선)              | 가나가와현 |                     |        |
| 쇼와           | 昭和        | 6.4       | ●  |    | 가와사키시 가와사키구 |                                 | 가나가와현 |                     |        |
| 오기마치       | 扇町        | 7.0       | ●  |    | 가와사키시 가와사키구 |                                 | 가나가와현 |                     |        |

- 오는 오기마치 역에 가는 열차가 정차하는 역을 나타낸 것임.
- 카는 오카와 역으로 가는 열차가 정차하는 역을 나타낸 것임.
- 시는 우미시바우라 역에 가는 열차가 정차하는 역을 나타낸 것임.
- '∥' 기호는 지나가지 않음을 나타낸 것임.
- '｜' 기호는 무정차 통과함을 나타낸 것임.

## 참고 문헌
- 가와시마 레이조 엮음 (2009년), 《도카이도 라인 - 전선, 전역, 전배선》, 고단샤. ISBN 978-4-06-270011-5.

## 같이 보기
- 난부 선